# مرکز مطالعات صحرایی

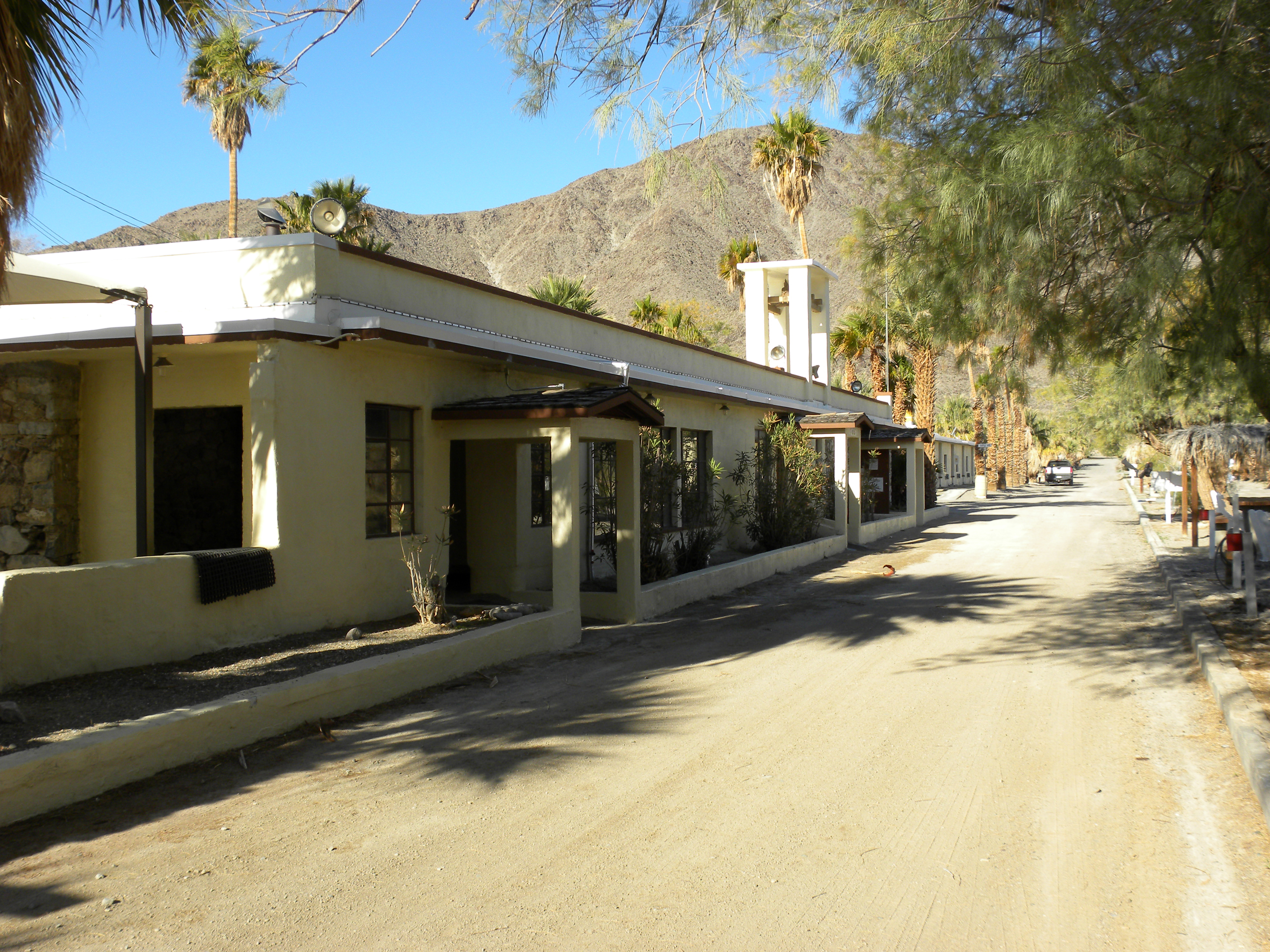
مرکز مطالعات کویر ساختمان اصلی

مرکز مطالعات صحرایی (به انگلیسی: Desert Studies Center) یا (DSC) یک ایستگاه میدانی مربوط به دانشگاه ایالتی کالیفرنیا می‌باشد که در زایزکس، کالیفرنیا، ایالات متحده در بیابان موهاوی واقع شده‌است. هدف این مرکز ارائه فرصت‌هایی برای انجام تحقیقات و مطالعه و تجربه روی محیط صحرایی «موهاوی» می‌باشد. این مرکز رسماً توسط کنسرسیوم مطالعات صحرایی کالیفرنیا اداره می‌شود، کنسرسیوم متشکل از هفت دانشگاه ایالتی کالیفرنیا یعنی: دانشگاه ایالتی کالیفرنیا در دومینگوئزهیلز، دانشگاه ایالتی کالیفرنیا در فولرتون، دانشگاه ایالتی کالیفرنیا در لانگ بیچ، دانشگاه ایالتی کالیفرنیا در لس آنجلس، دانشگاه ایالتی کالیفرنیا در نورتریج، دانشگاه ایالتی کالیفرنیا در سن برناردینو و دانشگاه پلی‌تکنیک ایالتی کالیفرنیا، پومونا است.